# Turn to Stone
«Turn to Stone» es una canción de 1977 del grupo británico Electric Light Orchestra.
La canción es la primera del doble álbum Out of the Blue. También fue la primera en ser posteriormente lanzada como sencillo. La canción llegó a alcanzar el puesto 18º en las listas del Reino Unido permaneciendo en las mismas 12 semanas. De las cuatro canciones del álbum que fueron publicadas como sencillos, únicamente "Turn to Stone" no pudo entrar en el ranking de los 10 mejores. La canción tuvo algo más de éxito un año después al otro lado del Atlántico, alcanzando a principios de 1978 el puesto 13º en las listas de Estados Unidos.
"Turn to Stone" fue compuesto en Suiza por Jeff Lynne durante sus dos semanas intensas en donde escribió el doble álbum. Lynne es el encargado de tocar el sintetizador Moog en la canción.
El 4 de noviembre de 2008, Jeff Lynne fue premiado por la puesta en antena un millón de veces de "Turn to Stone".